# UAE Pro League 2023-24
La UAE Pro-League 2023-24 (también conocida como Liga Árabe del Golfo o Etisalat Pro League por motivos de patrocinio) fue la 49.ª temporada de fútbol de la máxima categoría de los Emiratos Árabes Unidos. La temporada comenzó el 18 de agosto de 2023 y terminó el 7 de junio de 2024.
La liga contó con catorce equipos; doce de la temporada pasada y dos ascendidos de la Segunda División, el campeón Hatta Club y el Emirates Club.

## Equipos

### Ciudades y estadios
| Equipo           | Ciudad                | Estadio                   | Capacidad |
| ---------------- | --------------------- | ------------------------- | --------- |
| Ajman            | Ajman                 | Ajman                     | 5537      |
| Al-Ain           | Al Ain                | Hazza Bin Zayed           | 25 053    |
| Al-Bataeh        | Al Bataeh             | Al Bataeh                 | 2000      |
| Hatta Club       | Hatta                 | Hamdan Bin Rashid Stadium | 5000      |
| Al-Ittihad Kalba | Kalba                 | Ittihad Kalba             | 8500      |
| Al-Jazira        | Abu Dabi (Al Nahyan)  | Mohammad Bin Zayed        | 42 056    |
| Al-Nasr          | Dubái (Al Nasr)       | Al-Maktoum                | 15 058    |
| Al-Wahda         | Abu Dabi (Al Nahyan)  | Al-Nahyan                 | 15 000    |
| Al-Wasl          | Dubái (Zabeel)        | Zabeel                    | 8439      |
| Baniyas          | Abu Dabi (Al Shamkha) | Baniyas                   | 10 000    |
| Emirates Club    | Ras al-Khaimah        | Emirates Club             | 5200      |
| Khor Fakkan      | Khor Fakkan           | SBM Al Qassimi            | 7500      |
| Sarja            | Sharjah               | Sharjah                   | 20 000    |
| Shabab Al-Ahli   | Dubái (Deira)         | Al-Rashid                 | 12 052    |

## Desarrollo

### Clasificación
| Pos. | Equipo           | Pts. | PJ | G  | E  | P  | GF | GC | Dif. | Clasificación o descenso 2024-25                |
| ---- | ---------------- | ---- | -- | -- | -- | -- | -- | -- | ---- | ----------------------------------------------- |
| 1    | Al-Wasl (C)      | 67   | 26 | 21 | 4  | 1  | 70 | 27 | +43  | Fase de liga de la Liga de Campeones Élite      |
| 2    | Shabab Al-Ahli   | 58   | 26 | 18 | 4  | 4  | 73 | 34 | +39  | Ronda de play-off de la Liga de Campeones Élite |
| 3    | Al-Ain           | 45   | 26 | 14 | 3  | 9  | 54 | 37 | +17  | Fase de liga de la Liga de Campeones Élite      |
| 4    | Sarja            | 42   | 26 | 10 | 12 | 4  | 53 | 40 | +13  | Fase de grupos de la Liga de Campeones 2        |
| 5    | Al-Wahda         | 42   | 26 | 12 | 6  | 8  | 45 | 34 | +11  |                                                 |
| 6    | Al-Nasr          | 39   | 26 | 11 | 6  | 9  | 39 | 36 | +3   |                                                 |
| 7    | Al-Bataeh        | 37   | 26 | 10 | 7  | 9  | 42 | 44 | −2   |                                                 |
| 8    | Al-Jazira        | 35   | 26 | 9  | 8  | 9  | 50 | 47 | +3   |                                                 |
| 9    | Ajman            | 32   | 26 | 7  | 11 | 8  | 38 | 49 | −11  |                                                 |
| 10   | Baniyas          | 26   | 26 | 7  | 5  | 14 | 33 | 46 | −13  |                                                 |
| 11   | Al-Ittihad Kalba | 26   | 26 | 6  | 8  | 12 | 39 | 50 | −11  |                                                 |
| 12   | Khor Fakkan      | 24   | 26 | 6  | 6  | 14 | 36 | 54 | −18  |                                                 |
| 13   | Emirates (D)     | 17   | 26 | 4  | 5  | 17 | 32 | 60 | −28  | Descienden a la División 1                      |
| 14   | Hatta (D)        | 10   | 26 | 1  | 7  | 18 | 20 | 66 | −46  | Descienden a la División 1                      |

 Fuente: UAE Pro League Standings
Notas:
1. ↑  Dado que el campeón de la Copa Presidente de EAU 2023-24, Al-Wasl, clasificó a la fase de liga de la Liga de Campeones Élite en función de su rendimiento en la liga, el cupo en la ronda de play-off fue cedido al segundo lugar de este torneo.
2. ↑  Campeón de la Liga de Campeones de la AFC 2023-24.
3. 1 2  Puntos en partidos directos: Sarja 4, Al-Wahda 1.
4. 1 2  Puntos en partidos directos: Baniyas 4, Al-Ittihad Kalba 1.

### Resultados
| Local \ Visitante | AJM | AIN | BAT | HAT  | KAL | JAZ | NAS | WAH | WAS | BAN | EMI | KHO | SAR | SHA |
| ----------------- | --- | --- | --- | ---- | --- | --- | --- | --- | --- | --- | --- | --- | --- | --- |
| Ajman             | —   | 0–4 | 2–0 | 1–1  | 3–5 | 2–0 | 0–3 | 0–1 | 1–4 | 1–1 | 2–0 | 2–2 | 2–2 | 0–3 |
| Al-Ain            | 6–0 | —   | 0–2 | 5–3  | 0–1 | 2–2 | 1–3 | 0–2 | 2–4 | 3–2 | 3–1 | 4–1 | 1–1 | 1–2 |
| Al-Bataeh         | 1–1 | 1–3 | —   | 1–1  | 0–0 | 3–2 | 1–3 | 1–2 | 1–4 | 2–1 | 3–2 | 3–1 | 3–3 | 0–2 |
| Hatta Club        | 0–0 | 0–2 | 0–0 | —    | 1–3 | 1–1 | 0–3 | 0–4 | 0–5 | 0–1 | 1–1 | 0–2 | 1–4 | 2–5 |
| Al-Ittihad Kalba  | 2–4 | 2–2 | 1–2 | 2–1  | —   | 0–4 | 0–0 | 1–0 | 2–4 | 0–0 | 1–2 | 1–1 | 3–4 | 1–3 |
| Al-Jazira         | 1–5 | 2–1 | 3–1 | 3–1  | 2–2 | —   | 2–3 | 1–2 | 2–4 | 1–0 | 2–0 | 3–3 | 1–1 | 1–1 |
| Al-Nasr           | 1–1 | 1–0 | 0–2 | 1–0  | 2–2 | 1–3 | —   | 1–1 | 0–2 | 1–0 | 2–1 | 2–1 | 0–1 | 3–2 |
| Al-Wahda          | 1–2 | 0–2 | 1–2 | 1–0  | 2–1 | 3–2 | 1–0 | —   | 2–2 | 3–1 | 4–1 | 1–1 | 1–1 | 3–3 |
| Al-Wasl           | 1–1 | 3–1 | 4–1 | 3–0  | 2–1 | 2–2 | 1–0 | 1–4 | —   | 3–2 | 1–0 | 3–0 | 2–0 | 3–0 |
| Baniyas           | 1–1 | 0–1 | 3–3 | 4–2  | 2–1 | 1–4 | 4–2 | 2–1 | 0–2 | —   | 0–0 | 1–0 | 2–3 | 1–2 |
| Emirates Club     | 4–4 | 2–3 | 1–3 | 2–4  | 2–4 | 0–1 | 2–1 | 0–0 | 0–2 | 1–2 | —   | 2–1 | 1–3 | 2–3 |
| Khor Fakkan       | 1–2 | 0–1 | 0–3 | 2–1  | 2–2 | 4–2 | 3–1 | 3–2 | 3–3 | 2–1 | 0–2 | —   | 1–3 | 0–3 |
| Sarja             | 1–1 | 2–3 | 2–2 | 0–0  | 1–0 | 1–1 | 2–2 | 3–2 | 1–3 | 5–0 | 3–3 | 4–1 | —   | 1–1 |
| Shabab Al-Ahli    | 3–0 | 0–3 | 2–1 | 10–0 | 4–1 | 3–2 | 3–3 | 3–1 | 1–2 | 2–1 | 7–0 | 2–1 | 3–1 | —   |

## Goleadores
| N.° | Jugador           | Club           | Goles |
| --- | ----------------- | -------------- | ----- |
| 1   | Omar Kharbin      | Al-Wahda       | 19    |
| 2   | Fábio Lima        | Al-Wasl        | 17    |
| 3   | Igor Jesus        | Shabab Al-Ahli | 14    |
| 3   | Mu'nas Dabbur     | Shabab Al-Ahli | 14    |
| 5   | Kodjo Fo-Doh Laba | Al-Ain         | 12    |
| 5   | Mehdi Ghayedi     | Ittihad Kalba  | 12    |
| 5   | Walid Azaro       | Ajman          | 12    |
| 8   | Taulant Seferi    | Baniyas        | 11    |
| 8   | Manolo Gabbiadini | Al-Nasr        | 11    |
| 8   | Haris Seferović   | Al-Wasl        | 11    |
| 8   | Caio              | Sarja          | 11    |
| 12  | Lourency          | Khor Fakkan    | 10    |
| 12  | Ali Mabkhout      | Al-Jazira      | 10    |